# Gare d'Ebie
La gare d'Ebie (海老江駅, Ebie-eki) est une gare ferroviaire de la ville d'Osaka au Japon. Elle est située dans l'arrondissement de Fukushima. La gare est gérée par la compagnie JR West.

## Situation ferroviaire
La gare d'Ebie est située au point kilométrique (PK) 6,0 de la ligne JR Tōzai.

## Histoire
La gare est inaugurée le 8 mars 1997.

## Services aux voyageurs

### Accès et accueil
La gare, située en souterrain, est ouverte tous les jours.

### Desserte
- Ligne JR Tōzai :
  - voie 1 : direction Amagasaki
  - voie 2 : direction Kyōbashi

### Intermodalité
La station Nodahanshin du métro d'Osaka (ligne Sennichimae) et la gare de Noda (ligne principale Hanshin) sont situées à proximité.